# Seznam dílů seriálu Daria
Toto je seznam dílů seriálu Daria. Americký animovaný seriál Daria vznikl v roce 1997 a stanice MTV ho vysílala do roku 2002. V České republice ho uvedla nejprve kabelová stanice Supermax. Byly natočeny také dva televizní filmy.

## Přehled řad
| Řada               | Díly               | Premiéra v USA | Premiéra v USA    | Premiéra v ČR | Premiéra v ČR |
| Řada               | Díly               | První díl      | Poslední díl      | První díl     | Poslední díl  |
| ------------------ | ------------------ | -------------- | ----------------- | ------------- | ------------- |
| 1                  | 13                 | 3. března 1997 | 21. července 1997 |               |               |
| 2                  | 13                 | 16. února 1998 | 3. srpna 1998     |               |               |
| 3                  | 13                 | 24. února 1999 | 18. srpna 1999    |               |               |
| 4                  | 13                 | 25. února 2000 | 2. srpna 2000     |               |               |
| Is It Fall Yet?    | Is It Fall Yet?    | 27. srpna 2000 | 27. srpna 2000    |               |               |
| 5                  | 13                 | 19. února 2001 | 25. června 2001   |               |               |
| Is It College Yet? | Is It College Yet? | 21. ledna 2002 | 21. ledna 2002    |               |               |

## Seznam dílů

### První řada (1997)
| Č. v seriálu | Č. v řadě | Původní název             | Český název         | Režie                          | Premiéra v USA    | Premiéra v ČR | Produkční kód |
| --- | --------- | ------------------------- | ------------------- | ------------------------------ | ----------------- | ------------- | ------------- |
| 1 | 1         | Esteemsters               | Sebevědomí          | Ken Kimmelman a Paul Sparagano | 3. března 1997    |               | 101           |
| Daria a Quinn se přestěhovaly do Lawndale a jdou poprvé do školy. Quinn je okamžitě oblíbená díky svému vzhledu, Dariu ostatní ignorují. Daria zesměšňuje psychologický test, a tak ji školní psycholožka pošle na kurz na zvýšení sebevědomí. Tam (přednáší profesor O'Neill) se seznámí s Jane. Daria se s ní spřátelí a přesvědčí ji, aby složily závěrečnou zkoušku. Pan O'Neill je s jejich výsledky tak spokojený, že je nechá pronést řeč na školním shromáždění. Daria přitom okázale poděkuje své sestře Quinn, která předtím rozhlašovala, že je jedináček. Daria pak vezme rodinu na akci s tematikou UFO. |           |                           |                     |                                |                   |               |               |
| 2 | 2         | The Invitation            | Pozvání             | Karen Disher                   | 10. března 1997   |               | 102           |
| Daria pomůže Brittany s kreslením perspektivy při hodině výtvarné výchovy. Brittany ji za odměnu pozve na večírek. Darie se zprvu nechce, ale pak na něj přece jen jde, protože se dozví, že tam půjde Quinn. Quinn přijde na večírek s Joeym, Jeffym a Jamiem, kteří o ni usilují, ale moc jim to nejde. Jane není na seznamu hostů, ale dostane se dovnitř, když pracovníkovi ochranky ukáže svůj skicák. Večírek nechá Dariu a Jane celkem lhostejnými, a tak jdou zase pryč. Joey, Jeffy a Jamie se zatím poperou kvůli Quinn. Dariu a Quinn nakonec odveze Charles Rutthaimer III. |           |                           |                     |                                |                   |               |               |
| 3 | 3         | College Bored             | Unuděna univerzitou | Margaret E. Rutherford         | 17. března 1997   |               | 103           |
| Helen a Jake se rozhodnou, že jejich dcery se musejí zúčastnit přípravného kurzu na vysokou školu. Jednou z podmínek je prohlídka. Rozhodnou se navštívit middletonskou školu. Helen a Jake opustí průvodkyni a nechají ji s Dariou a Quinn. Quinn pak odejde zkoumat studentský život a Daria zatím zůstane s průvodkyní. Ukáže se, že má větší znalosti než většina zdejších studentů a pomáhá jim za peníze s jejich seminárními pracemi. Nakonec všechny vyhodí z univerzitního areálu. Daria nemůže kurz dělat kvůli školnému a Quinn s tím skončí, když zjistí, že nestačí randit s lektorem, ale měla by opravdu studovat. Daria pak přestane pomáhat vysokoškolským studentům, protože peníze, které za to dostala, jí zabavila Helen. |           |                           |                     |                                |                   |               |               |
| 4 | 4         | Cafe Disaffecto           | Kavárenské nepokoje | Eric Fogel                     | 24. března 1997   |               | 104           |
| Je vykradena internetová kavárna alt.lawndale.com. Pan O'Neill proto ve své hodině vede diskusi o internetu. Ukáže se, že internet lidi spíš rozděluje, než spojuje, a tak se pan O'Neill rozhodne zřídit novou (neinternetovou) kavárnu. Studenti pak vybírají peníze na kavárnu prodejem drobného zboží. Daria a Jane odmítnou prodat čokoládu obézní ženě s cukrovkou, za což jsou pokárány a Daria musí při otevření nové kavárny přečíst povídku. Napíše povídku o Melody Powers, která vraždí komunisty. Její čtení vyústí v protikomunistickou demonstraci a zavření kavárny. Kavárna je pak opět vykradena. |           |                           |                     |                                |                   |               |               |
| 5 | 5         | Malled                    | V obchoďáku         | Ken Kimmelman a Paul Sparagano | 31. března 1997   |               | 105           |
| Quinn chce zajet do "Obchodního centra tisíciletí", kde by mohla utrácet. Rodiče ji tam odmítnou odvézt. Následně se tam ovšem koná exkurze v rámci hodin ekonomie. Po cestě se Darie udělá špatně. V obchodním centru se zjistí, že vedení obchodu je tajně sleduje. Výměnou za mlčení dostanou kupóny na zboží. Studenti dostanou úkoly a rozdělí se. Daria narazí na Quinn, která je v obchodě s Klubem štramand (jsou za školou). Daria a Jane zkusí uplatnit svoje poukazy. Jane za něj nakonec dostane peníze, Daria je v prodejně tentononců prohlášena desetitisícím zákazníkem. Klub štramand zajistí Jane a Darie odvoz domů a rodiče mezi tím změnili názor. |           |                           |                     |                                |                   |               |               |
| 6 | 6         | This Year's Model         | Letošní model       | Karen Disher                   | 7. dubna 1997     |               | 106           |
| Do školy přijdou Claude a Romanica, zástupci modelingové agentury Amazon. Quinn se chce stát modelkou a je přijata do modelingového kurzu. Rodiče tam s ní pošlou Dariu, aby na ni dohlédla. V kurzu se studenti učí chodit jako modelky a dívky pak chlapcům masírují hrudě. Ředitelka Liová je z toho zděšena a kurz zruší. Později hodlá vyhlásit vítěze, který získá smlouvu s modelingovou agenturou. Dovnitř však vtrhne generál Buck Conroy z časopisu Brutální žoldák a zahájí svoji náborovou akci. Ředitelka Liová protestuje, ale generál má její pozvánku a nabízí jí finanční odměnu. Vítězem soutěže se stal Kevin a ukáže se, že pozvánku generálu Conroyovi zřejmě poslala Daria. |           |                           |                     |                                |                   |               |               |
| 7 | 7         | The Lab Brat              | Laboratorní krysák  | Chris Prynoski                 | 14. dubna 1997    |               | 107           |
| Ve škole se probírá motivace. Profesorka Barchová přitom často odbíhá k slovním výpadům proti mužům, zvlášť svému bývalému manželovi. Studenti mají za úkol provést experiment s pozitivní/negativní motivací na krysách v bludišti. Jsou rozděleni do párů. Kevin má pracovat s Dariou, Brittany s Blifčakem. Když Kevin dorazí k Darie, místo práce sleduje fotbalový kanál v televizi. Quinn se ho neúspěšně snaží balit. Daria zatím postaví bludiště. Brittany ze žárlivosti ukradne Darie krysu a nechá ji svému mladšímu bratrovi. Daria na to přijde a „vymění“ s Brittany krysu za Kevina. Daria projekt úspěšně dokončí, navzdory tomu, že krysa je nyní vystrašená a nehne se z kouta. |           |                           |                     |                                |                   |               |               |
| 8 | 8         | Pinch Sitter              | Náhradnice          | Karen Disher                   | 9. června 1997    |               | 108           |
| Quinn se snaží přesvědčit spolužáka, aby za ni vzal hlídání dětí, protože sama chce v té době jít na rande. Když neuspěje, snaží se k tomu přesvědčit Dariu. Ta zprvu také odmítá, ale pak úkol přijme, aby nemusela na rodinnou terapii. Jake, Helen a Quinn se terapie zúčastní a Quinn na ní dostane oranžový plánovač se stejnobarevnou rtěnkou. Její rande je ale přesto neúspěšné. U Guptyových Daria zjistí, že jejich děti jsou abnormálně poslušné a zbavené vlastního myšlení. Zavolá Jane a spolu pak dětem předkládají různé informace a učí je, že nemusí věřit všemu, co jim ostatní řeknou. Nakonec Daria splní úkol profesora DeMartina napsáním referátu o odprogramování vymytých mozků s podtitulem "Můj večer u Guptyových". |           |                           |                     |                                |                   |               |               |
| 9 | 9         | Too Cute                  | Až moc roztomilý    | Eric Fogel                     | 16. června 1997   |               | 109           |
| Studentka Brooke si nechala udělat plastickou operaci nosu u doktorky Sharové a její nos teď spolužákům připadá roztomilý. Quinn má starosti, že by si měla také nechat operovat nos, rodiče jí to ale nedovolí. Kevin zatím plní úkol profesorky Barchové - vypadá ošklivě a sleduje, jak na něj budou lidé reagovat. Zatímco referuje o svých výsledcích, ředitelka Liová pošle Dariu doprovodit Quinn domů, protože Quinn tvrdí, že je jí špatně. Quinn však namísto toho s Dariou zamíří k doktorce Sharové, se kterou probere možnosti plastické operace. Daria dostane od doktorky na rozloučenou prsní implantát. Další den Quinn zjistí, že zbytek Klubu štramand si již nechal operovat nosy bez jejího vědomí. Daria Quinn řekne, že její nos vypadá dost dokonale a operaci nepotřebuje. V Klubu štramand se pak Quinn dozví, že Brooke nyní vypadá hrozně, protože její nos se propadl. Quinn tak o plastické operaci přestane uvažovat. Kevin mezitím vyřešil úkol profesorky Barchové - platí kolemjdoucím, aby říkali, že se jim líbí.                                                           |           |                           |                     |                                |                   |               |               |
| 10 | 10        | The Big House             | Vězení              | Karen Disher                   | 30. června 1997   |               | 110           |
| Rodiče dopadnou Dariu a Quinn při pozdním příchodu domů a rozhodnou se zavést nová pravidla týkající se pozdních příchodů. Quinn je velmi brzy poruší. Rodiče zorganizují "rodinný soud", kde odsoudí Quinn i Dariu k domácímu vězení. (Dariu nespravedlivě.) Quinn však doma blokuje telefonní linku neustálým telefonováním a Daria v noci trénuje hraní na harmoniku. Tím obě dcery ztrpčují rodičům život. Daria pak nespravedlivý trest poruší a zajde s Jane na hokejový zápas. Rodiče na to přijdou a uspořádají další rodinný soud. Daria se však obhájí tím, jak nesnesitelné je jejich domácí vězení pro rodiče. Ti jí tak další trest neudělí. |           |                           |                     |                                |                   |               |               |
| 11 | 11        | Road Worrier              | Starosti na silnici | Eric Fogel                     | 7. července 1997  |               | 111           |
| Jane lepí sochu pomocí lepicí pistole Stickmata 5000. Ozve se silný akord a její socha se rozpadne. Jane s Dariou jdou do sklepa. Trent tam hraje s Jessem - mají kapelu jménem Mystická spirála. Trent a Jesse se vydávají na festival Alternapalooza a berou s sebou Jane a Dariu. Na tentýž festival se vydává také Klub štramand a další spolužáci. Všichni se zastaví v motorestu. Během další cesty se Daria musí jít vymočit do křoví a dodávka se porouchá, takže zůstanou až do večera u silnice. Klub štramand zatím místo na koncert vyrazí do nákupního centra. Dodávku se podaří opravit s použitím Janiny lepicí pistole, ale v té době už festival skončil, takže se vydávají domů. |           |                           |                     |                                |                   |               |               |
| 12 | 12        | The Teachings of Don Jake | Učení Dona Jakea    | Karen Disher                   | 14. července 1997 |               | 112           |
| Jakovi praskne céva v oku, protože je příšerně vystresovaný z účtů. Helen se proto rozhodne, že celá rodina včetně dcer vyrazí na výlet do klidné přírody. Jane a Trent zatím (neochotně) vyráží na setkání členů rodiny Lanů. Morgendorfferovi si před spaním vypráví strašidelné historky, přespí ve stanech a ráno snídají lesní bobule. Pak se vydají na procházku. Rodiče a následně i Quinn se začnou chovat jako blázni a pobíhat po lese, Daria zůstane v pořádku, protože bobule nejedla, a zavolá záchrannou službu. Jane a Trent zatím opustí rodinný sraz a vrátí se domů. Další den, když už jsou všichni v pořádku, dostane Jake účet za záchranu helikoptérou a prasknou mu cévy v obou očích. |           |                           |                     |                                |                   |               |               |
| 13 | 13        | The Misery Chick          | Tragická holka      |                                | 21. července 1997 |               | 113           |
| Na Lawdaleskou střední školu se vrátí Tommy Sherman, slavný fotbalový hráč. Proslavil se tím, že při každém zápase běžel přes celý stadion, mávaje divákům, a narazil do brankové tyče. Má po něm být pojmenována nová tyč. Jodie se nedaří napsat přijatelný uvítací projev, a tak se přijde poradit s Dariou. Tommy Sherman zatím po škole uráží, koho může, a snaží se svést Brittany. Dariu nazve ubožačkou. Jane mu předpoví brzkou smrt a o chvilku později na něj spadne nová tyč a zabije ho. Koná se vzpomínková akce, kde je Sherman oslavován jako ideální vzor pro mládež. Ostatní to ovšem nutí k zamyšlení, a tak si chodí povídat s Dariou, kterou normálně přehlížejí. Nejprve Kevin, pak Brittany, pak O'Neil. Jane se zatím Darie vyhýbá. Když se pak setkají, Daria jí vysvětlí svoji frustraci: není tak depresivní, jak se zdá ostatním, pouze nad věcmi přemýšlí. Daria s Jane se uklidní a situace se vrátí do normálního stavu. Sandi chce, aby jí Daria poradila, jak se vyrovnat s tím, že její kočka Fluffy se předávkovala make-upem. Daria jí poradí, ale nechá si za to zaplatit. |           |                           |                     |                                |                   |               |               |

### Druhá řada (1998)
| Č. v seriálu | Č. v řadě | Původní název               | Český název           | Režie      | Premiéra v USA    | Premiéra v ČR | Produkční kód |
| --- | --------- | --------------------------- | --------------------- | ---------- | ----------------- | ------------- | ------------- |
| 14 | 1         | Arts 'N Crass               | Potvorná výchova      |            | 16. února 1998    |               | 201           |
| Jake je nešťastný, protože ztratil klienta (a tím pádem i práci). Daria mu navrhne, že se může pustit do domácích prací. Ředitelka Liová ve škole oznámí, že se škola zúčastní celostátní výtvarné soutěže na téma "studentský život na prahu tisíciletí". Jane ve spolupráci s Dariou vytvoří plakát zobrazující nádhernou dívku, ale s básničkou odhalující, že dívka kvůli svému vzhledu musí vyzvracet večeři. Ředitelka Liová se Dariu a Jane pokusí přesvědčit, že jejich básnička je nevhodná. O'Neil pak na její pokyn volá jejich rodičům. Jake toho dne k večeři připraví jakési těstoviny. Helen zatím zkusí s Dariou o plakátu promluvit, ale ničeho nedosáhne. O'Neil básničku upravil, s čímž Daria a Jane nesouhlasí, ale ředitelka Liová upravený plakát hodlá přihlásit do soutěže i proti jejich vůli. Daria a Jane zničí plakát, zatímco je vystavený, aby jej ředitelka Liová nemohla přihlásit. Liová je chce potrestat, ale když zavolá Helen, ta jí vysvětlí, že zákon porušila ona. |           |                             |                       |            |                   |               |               |
| 15 | 2         | The Daria Hunter            | Lovkyně Daria         |            | 23. února 1998    |               | 202           |
| 16 | 3         | Quinn the Brain             | Intoška Quinn         |            | 2. března 1998    |               | 203           |
| 17 | 4         | I Don't                     | Svatba                | Tony Kluck | 9. března 1998    |               | 204           |
| 18 | 5         | That Was Then, This Is Dumb | Minulost, hloupý host |            | 16. března 1998   |               | 205           |
| 19 | 6         | Monster                     | Fiflena               | Eric Fogel | 23. března 1998   |               | 206           |
| 20 | 7         | The New Kid                 | Nováček               | Tony Kluck | 29. března 1998   |               | 207           |
| 21 | 8         | Gifted                      | Nadání                |            | 29. června 1998   |               | 208           |
| 22 | 9         | Ill                         | Nemoc                 |            | 6. července 1998  |               | 209           |
| 23 | 10        | Fair Enough                 | Potrhlý trh           |            | 13. července 1998 |               | 210           |
| 24 | 11        | See Jane Run                | O co běží, Jane?      |            | 20. července 1998 |               | 211           |
| 25 | 12        | Pierce Me                   | Dárek                 |            | 27. července 1998 |               | 212           |
| 26 | 13        | Write Where It Hurts        | Napiš, kde to bolí    |            | 3. srpna 1998     |               | 213           |

### Třetí řada (1999)
| Č. v seriálu | Č. v řadě | Původní název             | Český název               | Režie                          | Premiéra v USA    | Premiéra v ČR | Produkční kód |
| --- | --------- | ------------------------- | ------------------------- | ------------------------------ | ----------------- | ------------- | ------------- |
| 27 | 1         | Through a Lens Darkly     | Ohledy na pohledy         |                                | 24. února 1999    |               | 301           |
| 28 | 2         | The Old and the Beautiful | Staří a krásní            |                                | 3. března 1999    |               | 302           |
| 29 | 3         | Depth Takes a Holiday     | Svátky musí zpátky        |                                | 10. března 1999   |               | 303           |
| 30 | 4         | Daria Dance Party         | Daria plesá na plese      |                                | 17. března 1999   |               | 304           |
| 31 | 5         | The Lost Girls            | Ztracený případ           |                                | 24. března 1999   |               | 305           |
| 32 | 6         | It Happened One Nut       | Bylo to to pravé ořechové |                                | 7. července 1999  |               | 306           |
| 33 | 7         | Daria!                    | Bouře                     |                                | 17. února 1999    |               | 307           |
| 34 | 8         | Lane Miserables           | Taková normální rodinka   | Guy Moore                      | 14. července 1999 |               | 308           |
| 35 | 9         | Jake of Hearts            | Srdceryvný Jake           |                                | 21. července 1999 |               | 309           |
| 36 | 10        | Speedtrapped              | V zajetí rychlosti        | Joey Ahlbum                    | 28. července 1999 |               | 310           |
| Daria konečně získá řidičský průkaz. Když to s ní Jane oslavuje, Mystická spirála právě odjíždí do Fremontu uspořádat koncert. Helen a Jake na víkend odjíždějí z domu a pověří Dariu, aby zatím dohlédla na Quinn. Zatímco je u nich na návštěvě Klub štramand, zavolá Jane, že jsou s kapelou ve vězení a potřebují, aby Daria dovezla peníze na zaplacení pokuty. Daria se vydává na cestu, ale přisedne si k ní Quinn. Po cestě vezmou stopaře - kovboje jménem Travis. Když dorazí na místo, Quinn se přizná, že utratila peníze za nové šaty a zbytek nechala Travisovi. Vrátí se do baru, ale Travis už tam není. Quinn se ve spolupráci s Dariou podaří přesvědčit místní kovboje, aby se na ně složili a vybere dost peněz. U šerifa se však zjistí, že Jane s kapelou už nejsou ve vězení. Cestou zpět znovu potkají stopujícího Travise, ale Daria jej málem přejede. |           |                           |                           |                                |                   |               |               |
| 37 | 11        | The Lawndale File         | Akta Lawndale             |                                | 4. srpna 1999     |               | 311           |
| 38 | 12        | Just Add Water            | Vida, voda                | Ken Kimmelman a Paul Sparagano | 11. srpna 1999    |               | 312           |
| 39 | 13        | Jane's Addition           | Napadaný nápadník         |                                | 18. srpna 1999    |               | 313           |

### Čtvrtá řada (2000)
| Č. v seriálu | Č. v řadě | Původní název            | Český název | Režie | Premiéra v USA    | Premiéra v ČR | Produkční kód |
| ------------ | --------- | ------------------------ | ----------- | ----- | ----------------- | ------------- | ------------- |
| 40           | 1         | Partner's Complaint      |             |       | 25. února 2000    |               | 401           |
| 41           | 2         | Antisocial Climbers      |             |       | 3. března 2000    |               | 402           |
| 42           | 3         | A Tree Grows in Lawndale |             |       | 10. března 2000   |               | 403           |
| 43           | 4         | Murder, She Snored       |             |       | 17. března 2000   |               | 404           |
| 44           | 5         | The F Word               |             |       | 31. března 2000   |               | 405           |
| 45           | 6         | I Loathe a Parade        |             |       | 7. dubna 2000     |               | 406           |
| 46           | 7         | Of Human Bonding         |             |       | 14. dubna 2000    |               | 407           |
| 47           | 8         | Psycho Therapy           |             |       | 28. června 2000   |               | 408           |
| 48           | 9         | Mart of Darkness         |             |       | 5. července 2000  |               | 409           |
| 49           | 10        | Legends of the Mall      |             |       | 12. července 2000 |               | 410           |
| 50           | 11        | Groped by an Angel       |             |       | 19. července 2000 |               | 411           |
| 51           | 12        | Fire!                    |             |       | 26. července 2000 |               | 412           |
| 52           | 13        | Dye! Dye! My Darling     |             |       | 2. srpna 2000     |               | 413           |

### FilmIs It Fall Yet?(2000)
| Původní název                    | Český název | Režie                    | Scénář                       | Premiéra v USA | Premiéra v ČR |
| -------------------------------- | ----------- | ------------------------ | ---------------------------- | -------------- | ------------- |
| Daria the Movie: Is It Fall Yet? |             | Karen Disher a Guy Moore | Glenn Eichler a Peggy Nicoll | 27. srpna 2000 |               |

### Pátá řada (2001)
| Č. v seriálu | Č. v řadě | Původní název         | Český název | Režie | Premiéra v USA  | Premiéra v ČR | Produkční kód |
| ------------ | --------- | --------------------- | ----------- | ----- | --------------- | ------------- | ------------- |
| 53           | 1         | Fizz Ed               |             |       | 19. února 2001  |               | 501           |
| 54           | 2         | Sappy Anniversary     |             |       | 26. února 2001  |               | 502           |
| 55           | 3         | Fat Like Me           |             |       | 5. března 2001  |               | 503           |
| 56           | 4         | Camp Fear             |             |       | 12. března 2001 |               | 504           |
| 57           | 5         | The Story of D        |             |       | 19. března 2001 |               | 505           |
| 58           | 6         | Lucky Strike          |             |       | 26. března 2001 |               | 506           |
| 59           | 7         | Art Burn              |             |       | 2. dubna 2001   |               | 507           |
| 60           | 8         | One J at a Time       |             |       | 21. května 2001 |               | 508           |
| 61           | 9         | Life in the Past Lane |             |       | 28. května 2001 |               | 509           |
| 62           | 10        | Aunt Nauseam          |             |       | 4. června 2001  |               | 510           |
| 63           | 11        | Prize Fighters        |             |       | 11. června 2001 |               | 511           |
| 64           | 12        | My Night at Daria's   |             |       | 18. června 2001 |               | 512           |
| 65           | 13        | Boxing Daria          |             |       | 25. června 2001 |               | 513           |

### FilmIs It College Yet?(2002)
| Původní název             | Český název | Režie        | Scénář                       | Premiéra v USA | Premiéra v ČR |
| ------------------------- | ----------- | ------------ | ---------------------------- | -------------- | ------------- |
| Daria: Is It College Yet? |             | Karen Disher | Glenn Eichler a Peggy Nicoll | 21. ledna 2002 |               |